# Trần Khắc Chung
Trần Khắc Chung (chữ Hán: 陳克終, 1247 – 1330), biểu tự Văn Tiết (文節), là một nhân vật chính trị, quan viên cao cấp đời nhà Trần. Ông trải qua các triều Trần Nhân Tông, Trần Anh Tông và Trần Minh Tông, thăng đến Thiếu bảo, hàm Đồng trung thư môn hạ bình chương sự, tức Tể tướng đương quyền.
Trong lịch sử nhà Trần, ông bị đánh giá là kẻ tham tài, bị cha vợ của Anh Tông là Hưng Nhượng vương Trần Quốc Tảng lớn tiếng chửi mắng. Trong sự việc Huyền Trân công chúa, ông là một trong hai người duy nhất ủng hộ việc gả công chúa cho Chiêm Thành, về sau lại dính tiếng cùng công chúa gian dâm, tiếng xấu không dứt.

## Cuộc đời
Theo Đại Việt sử ký toàn thư thì Trần Khắc Chung tên thật là Đỗ Khắc Chung (杜克終), người ở Giáp Sơn (Kinh Môn, Hải Dương), cùng quê với mẹ của Trần Hiến Tông và Trần Nghệ Tông, tức Minh Từ hoàng thái phi Lê thị, là cô của Lê Quý Ly. Em trai Trần Khắc Chung là Đỗ Thiên Hư, cũng là một người nổi tiếng đương thời, từng được cử làm Sứ thần sang nhà Nguyên năm 1288.
Sách Đại Việt sử ký toàn thư nhận xét Trần Khắc Chung là người hay tỏ vẻ, làm chuyện khác thường để gây sự chú ý từ các chị em công chúa, hoàng phi. Ông có vợ tên Bảo Hoàn (寳環), có một con trai

### Đi sứ sang Nguyên
Trong cuộc chiến tranh Nguyên Mông-Đại Việt lần thứ hai (năm 1285), Trần Khắc Chung khi đó là Chi hậu cục thủ, khi Trần Thánh Tông hỏi ai có thể sang trại Nguyên làm sứ giả, ông bèn xin đi, sang thương thuyết với Ô Mã Nhi.
Ô Mã Nhi hỏi:"Quốc Vương ngươi vô lễ, sai người thích chữ "Sát Thát", khinh nhờn thiên binh, lỗi ấy to lắm".
Khắc Chung đáp:"Chó nhà cắn người lạ không phải tại chủ nó. Vì lòng trung phẫn mà họ tự thích chữ thôi, Quốc Vương tôi không biết việc đó. Tôi là cận thần, tại sao lại không có?". Nói rồi giơ cánh tay cho xem.
Ô Mã Nhi nói:"Đại quân từ xa tới, nước ngươi sao không quay giáo đến hội kiến, lại còn chống lệnh. Càng bọ ngựa cản bánh xe liệu sẽ ra sao?".
Khắc Chung nói:"Hiền tướng không theo cái phương sách Hàn Tín bình nước Yên, đóng quân ở đầu biên giới, đưa thư tin trước, nếu không thông hiếu thì mới là có lỗi. Nay lại bức nhau, người ta nói thú cùng thì chống lại, chim cùng thì mổ lại, huống chi là người".
Ô Mã Nhi nói:"Đại quân mượn đường để đi đánh Chiêm Thành, Quốc Vương ngươi nếu đến hội kiến thì trong cõi yên ổn, không bị xâm phạm mảy may. Nếu cứ chấp nê thì trong khoảnh khắc núi sông sẽ thành đất bằng, vua tôi sẽ thành cỏ nát".
Khắc Chung về rồi, Ô Mã Nhi bảo các tướng rằng:"Người này ở vào lúc bị uy hiếp mà lời lẽ tự nhiên, không hạ chủ nó xuống là Chích, không nịnh ta lên là Nghiêu, mà chỉ nói "Chó nhà cắn người"; giỏi ứng đối. Có thể nói là không nhục mệnh vua. Nước nó còn có người giỏi, chưa dễ mưu tính được".
Ô Mã Nhi bèn sai người đuổi theo Khắc Chung nhưng không kịp. Nhờ công lớn trong cuộc kháng chiến đó, khi khao thưởng công thần vào năm Trùng Hưng thứ 5 (1289), ông được Nhân Tông ban quốc tính, nên đổi là Trần Khắc Chung, lại được nhận chức Đại hành khiển, sau thăng Ngự sử đại phu.

### Quan lộ
Năm Hưng Long thứ 6 (1298), đời Trần Anh Tông, Trần Khắc Chung được phong làm Đại an phủ Kinh sư, kiêm hàm Thượng thư tả bộc xạ.
Năm thứ 11 (1301), thăng làm Nhập nội đại hành khiển. Chức hành khiển mà có thêm 2 chữ "Nhập nội" là theo triều Lý, chuyên dùng hoạn quan làm chức ấy. Thời Thánh Tông, Thượng tướng Trần Quang Khải khi mới được phong làm Nhập nội Thái úy, kiêm làm Hành khiển còn có 2 chữ "Nhập nội", liền tâu rằng: "Thần từ bên ngoài vào, cho nên thêm hai chữ "nhập nội", còn các hành khiển khác đều là hoạn quan, sao lại thêm chữ "nhập nội", xin bỏ chữ "nhập nội", Thánh Tông nghe theo. Từ đó, hàm Hành khiển chỉ gọi là Nội hành khiển.
Đến đây, Thượng hoàng Trần Nhân Tông mới lấy Khắc Chung làm Hành khiển, lại thêm 2 chữ "nhập nội" như xưa và dùng cả sĩ phu làm Hành khiển.
Năm Hưng Long thứ 21 (1313), Tháng 12, tấn thăng làm Tả phụ, tước Quan Phục hầu.
Năm Đại Khánh thứ 2 (1315), ban tước Á Quan nội hầu. Năm thứ 8 (1321), ban tước Quan nội hầu.
Năm Khai Thái thứ 3 (1326), lấy làm Thiếu bảo, hành Thánh Từ cung Tả ty sự, ban tên tự là Văn Tiết, hàm Đồng trung thư môn hạ bình chương sự.
Buổi quốc sơ, theo quy chế cũ của nhà Lý, hàm Hành khiển có thêm các chữ "Trung thư môn hạ bình chương sự". Từ khi thượng tướng Quang Khải ở ngôi Tể tướng, chê chức Hành khiển và chức Tể tướng ngang hàng nhau, mới tâu xin đổi thành "Trung thư môn hạ công sự" để cho có phân biệt. Đến đây, Trần Minh Tông cho Khắc Chung thăng chức Thiếu bảo, nhưng vẫn làm việc Hành khiển để ưu đãi, nên đặc cách thêm các chữ "Trung thư môn hạ bình chương sự", là theo quy chế cũ.

### Tư thông với Huyền Trân
Năm 1305, Chiêm Thành sai Chế Bồ Đài và bộ đảng hơn trăm người dâng hiến vàng bạc, hương quý, vật lạ làm lễ vật cầu hôn. Trong triều không ai tán đồng, duy chỉ có ông cùng Văn Túc vương Trần Đạo Tái chủ chương tán thành. Thế là, Huyền Trân công chúa được định gả cho vua Chiêm Thành Chế Mân.
Năm 1307, Chế Mân qua đời. Mùa đông tháng 10, theo lệnh Trần Anh Tông, Trần Khắc Chung cùng An phủ Đặng Văn vào Chiêm Thành, cứu được Huyền Trân đưa về Thăng Long.
Theo Đại Việt sử ký toàn thư, trong khoảng thời gian đưa Huyền Trân công chúa về, Trần Khắc Chung đã tư thông với công chúa. Nguyên văn:
Khắc Chung dùng thuyền nhẹ cướp lấy công chúa đem về, rồi tư thông với công chúa, đi đường biển loanh quanh chậm chạp, lâu ngày mới về đến kinh đô.
Hưng Nhượng đại vương (Trần Quốc Tảng) ghét lắm, mỗi khi thấy Khắc Chung thì mắng phủ đầu: "Thằng này là điểm chẳng lành đối với nhà nước. Họ tên nó là Trần Khắc Chung thì nhà Trần rồi mất về nó chăng?". Khắc Chung thường sợ hãi né tránh.
Sử thần Ngô Sĩ Liên nói: "Thói gian tà của Trần Khắc Chung thực quá quắt lắm! Không những hắn giở trò chó lợn ở đây mà sau này còn vào hùa với Văn Hiến vu hãm Quốc phụ thượng tể (Trần Quốc Chẩn) vào tội phản nghịch, làm chết oan đến hơn trăm người. Thế mà hắn được trọn đời phú quý. Khổng tử nói: Kẻ gian tà được sống sót là may mà thoát tội chăng?".

### Xung khắc với quan ngự sử
Vào năm Đại Khánh thứ 2 (1315), vào tháng 6, có hạn hán. Bấy giờ Trần Khắc Chung làm Hành khiển. Quan ngự sử dâng sớ nói:"Chức vụ tể tướng, trước hết phải điều hoà âm dương. Nay Khắc Chung ở ngôi Tể tướng, không biết phối hợp đất trời cho khí tiết điều hòa, để đến nỗi mưa nắng trái thời, thế là làm quan không được công trạng gì".
Khắc Chung nói:"Tôi lạm giữ chức Tể tướng, chỉ biết có sức làm những việc mà chức vụ phải làm, còn như hạn hán thì hỏi ở Long Vương. Khắc Chung đâu phải là Long Vương mà đổ tội được?".
Sau nước sông lên to, vua đích thân đi xem đắp đê. Quan ngự sử tâu:"Bệ hạ nên chăm sửa đức chính, xem làm gì việc đắp đê nhỏ nhặt".
Khắc Chung nói:"Khi dân bị nạn lụt, người làm vua phải cứu giúp tai họa khẩn cấp đó, sửa đức chính không gì lớn hơn việc đó, cần gì phải ngồi thinh, tư lự rồi bảo là "sửa đức chính?".
Có người bàn rằng: "Khắc Chung đổ lỗi cho Long Vương, đài quan chê đắp đê là việc nhỏ nhặt, [hai bên] đều sai cả".

### Hãm hại Quốc phụ
Huệ Vũ đại vương Trần Quốc Chẩn là chú ruột của Trần Minh Tông, đồng thời là cha vợ chính thức của vua, tức Lệ Thánh hoàng hậu. Đương thời, ông được gọi là Thái tể Quốc thượng phụ, đứng vào hàng đầu bá quan, quyền uy rất lớn, vì Trần Anh Tông khi lâm chung từng kí thác Minh Tông cho ông.
Khi Trần Minh Tông đã muốn lập con trai cả Trần Vượng làm Thái tử, Huệ Vũ đại vương Trần Quốc Chẩn phản đối vì đó là con trai của Minh Từ hoàng thái phi Lê thị, sủng phi của Minh Tông, còn Lệ Thánh hoàng hậu vẫn chưa có con. Ông chủ trương đợi Hoàng hậu sinh hoàng tử thì sẽ lập, vì từ trước đến nay dòng đích trưởng vẫn là người giữ ngôi. Tuy nhiên, Cương Đông Văn Hiến hầu muốn lật đổ Hoàng hậu, đã đút lót 100 lạng vàng mua chuộc Trần Phẫu là gia thần của Trần Quốc Chẩn, bảo Trần Phẫu vu cho Trần Quốc Chẩn có ý mưu phản.
Trần Minh Tông tin là thực, giam Quốc Chẩn ở chùa Tư Phúc rồi đem việc ấy hỏi Thiếu bảo Trần Khắc Chung. Khắc Chung cùng cánh với Văn Hiến, lại cùng đồng hương với mẹ của Trần Vượng, đều là người Giáp Sơn và đã từng làm thầy dạy Vượng, liền trả lời: "Bắt hổ thì dễ, thả hổ thì khó". Nghe thế, Minh Tông mới cấm tuyệt không cho Quốc Chẩn ăn uống, bắt phải tự tử.
Việc này Ngô Sĩ Liên đã mắng thẳng Khắc Chung rất dữ dội:"Còn như Trần Khắc Chung cũng là nhân vật của một thời, vua trao cho hắn chức vị Sư bảo, và đem việc nước hỏi hắn, đáng lẽ phải hết lòng trung khuyên can, để cho vua mình trở thành Nghiêu Thuấn mới phải. Thế mà lại vào hùa với kẻ quyền quý, làm hại người ngay thẳng, đi theo bọn gian tà, đẩy người lành tới nỗi oan khiên, hãm đức vua vào việc làm tội lỗi. Việc ấy mà nhẫn tâm làm được, thì còn việc gì mà không nhẫn tâm làm nữa? Sau lại xui vua cầu công đi đánh Chiêm Thành, thì cái thói nịnh hót lại lộ ra nữa. Cho nên, bậc làm vua khi dùng người hiền, phải xét kỹ họ, là bởi sợ rằng có đứa tiểu nhân như bọn Khắc Chung có thể lọt vào trong đó vậy".

## Nhìn nhận
Khai Hựu năm thứ 2 (1330), Trần Khắc Chung qua đời, tặng làm Thiếu sư, đưa về chôn ở Giáp Sơn, bị gia nô của Thiệu Vũ (con của Trần Quốc Chẩn) đào lên mà băm xác.
Đánh giá về ông, Toàn thư phê bình:
| “                                                 | Khắc Chung là người cố làm ra vẻ khác đời để cầu tiếng khen, không chăm lo đến nghiệp nhà. Mỗi buổi sáng vào chầu thì tạm nghỉ ở cục Thượng Liễn cửa Vĩnh Xương, xem kỹ các bản tâu để chuẩn bị tâu bày. Khi tan chầu thì tới Đông cung (khi ấy Minh Tông đang còn ở Đông cung) dạy học, đều giả vờ, cố sức mà làm. Thường hay đánh bạc với học sĩ Nguyễn Sĩ Cố, có khi đến 2,3 ngày, đánh thâu đêm suốt sáng, ngồi ngay trên giường đánh bạc mà húp cháo, không nghỉ lấy một chút. Được thua chỉ một hai quan tiền mà dụng tâm khổ sở như vậy. Lại như gặp những ngày trẻ đầy năm, mừng nhà mới của bạn bè, được mời là đến cả. Thậm chí nhà quan thầy thuốc có món ăn ngon cũng tới. Quân nhân biếu món ăn thì khen ngợi vợ họ. Một hôm, [Khắc Chung] bảo con là Công Xước: "Mày Lấy con gái nhà ấy sao không bảo cho ta biết?". Trước đây Khắc Chung lấy nàng Bảo Hoàn. Khoảng đời Trung Hưng, người Nguyên vào cướp, cha mẹ Bảo Hoàn hàng giặc, tài sản, ruộng đất đều bị tịch thu sung công. Đến khi vua lên ngôi, xuống chiếu cho trả lại, nhưng ông cũng không đem điền sản đó dùng vào việc thờ cúng. Ông ta xu thời giả tạo như thế đó. Chỉ có việc đi cầu hòa [với quân Nguyên] là khả quan thôi. | ” |
| — Đại Việt sử ký toàn thư - Trần Hiến Tông bản kỷ | |   |